# Primula macrophylla
Primula macrophylla är en viveväxtart som beskrevs av David Don. Primula macrophylla ingår i släktet vivor, och familjen viveväxter.

## Underarter
Arten delas in i följande underarter:
- P. m. atra
- P. m. lanceolata
- P. m. macrocarpa
- P. m. moorcroftiana
- P. m. ninguida